# Insolvenza fraudolenta
L'insolvenza fraudolenta è un reato contro il patrimonio contemplato dall'articolo 641 del Codice penale italiano. 
È colpevole di tale reato chi contrae un debito nascondendo la propria insolvenza con il proposito di non adempiere all'obbligo di restituzione. Tale reato è una forma attenuata della truffa (ex art. 640 c.p.), dalla quale differisce per la mancata presenza degli artifizi e raggiri.

## Codice Penale
(Codice Penale, Art. 641)

## Elementi costitutivi del reato
Elementi costitutivi del reato sono:
- Contrarre una obbligazione;
- Il proposito di non adempierla;
- La mancanza dell'adempimento della obbligazione.

L'ultimo elemento è oggetto di discussione giurisprudenziale in quanto un pensiero minoritario dice che non è elemento costitutivo bensì una “causa obiettiva di punibilità (ex art.44 c.p.)”, ovvero una causa esterna al reato (ES: mancanza del reo dal territorio dello Stato). Il pensiero maggioritario al contrario dice che è un vero elemento costitutivo in quanto il reato non è consumato se non con il mancato adempimento dell'obbligazione. (si pensi all'avventore del ristorante che insolvente ordina e consuma il pasto ben sapendo di essere insolvente e di non voler pagare ma che alla fine, per qualche motivo trova il modo per farlo e decide di saldare il conto).
Il bene giuridico che il codice intende salvaguardare è la buona fede contrattuale e questo è desumibile dall'elemento soggettivo leso, ovvero il proposito di non adempiere. Questo è un reato a dolo generico in quanto la consumazione del reato avviene con il realizzarsi di tutti gli elementi costitutivi del reato.